# If We Fall in Love Tonight
If We Fall in Love Tonight é a sétima compilação do cantor Rod Stewart, lançada a 12 de Novembro de 1996.

## Faixas
1. "If We Fall in Love Tonight" (Jimmy Jam and Terry Lewis) – 5:42
2. "For the First Time" (Jud Friedman, Allan Rich, James Newton Howard) – 4:07
3. "When I Need You" (Carole Bayer Sager, Albert Hammond) – 4:52
4. "So Far Away" (Carole King) – 4:22
5. "Have I Told You Lately" (remix) (Van Morrison) – 3:58
6. "My Heart Can't Tell You No" – 5:14
7. "You're in My Heart (The Final Acclaim)" – 4:28
8. "The First Cut Is the Deepest" – 3:52
9. "I Don't Want to Talk About It" – 4:21
10. "Tonight's the Night (Gonna Be Alright)" – 3:34
11. "Sometimes When We Touch" (Barry Mann, Dan Hill) – 4:20
12. "Downtown Train" - 4:38
13. "Broken Arrow" - 4:23
14. "Forever Young" (Nova versão) (Stewart, Jim Cregan, Kevin Savigar) – 4:57
15. "All for Love" (Bryan Adams, Robert Lange, Michael Kamen) – 4:44

## Paradas
| Paradas (1996)      | Posição |
| ------------------- | ------- |
| Billboard 200       | 19      |
| Top Canadian Albums | 15      |